# دهستان قلعه‌نو (زهک)
قلعه‌نو یکی از دهستان‌های بخش جزینک در شهرستان زهک استان سیستان و بلوچستان ایران است.